# Западна Молдова
Вижте пояснителната страница за други значения на Молдова.
Западна Молдова или по-рядко Западна Молдавия (на румънски: Moldova) е историческа област, която през Средновековието е част от самостоятелно Княжество Молдова, а днес е част Румъния.

## География
Западна Молдова е разположена между Карпатите и река Прут.
Източната част от Молдова се нарича Бесарабия и е поделена между Република Молдова и Украйна. Североизточната е известна като Буковина и е разделена между Румъния и Украйна. Югоизточната част се намира в Украйна и е известна като Буджак или Южна Бесарабия.

## История
Марамурешкия войвода на унгарска служба Драгош отвоюва през 40-те години на 14 век от татарите от Златната орда земите на Молдова и в резултат от това, след кратко властване на неговите наследници, при Богдан I се образува в опозиция на унгарската корона Молдовското княжество.
Частта от Молдова, която е на запад от Прут, се обединява с Влашко през 1859, за да образуват княжеството Румъния. Молдова на изток от Прут е окупирана от Русия през 1812 и наречена Бесарабия. Там се заселват десетки хиляди българи, избягали от отоманския гнет, които получават специални привилегии от Санкт Петербург. Молдова е обединена с Румъния през 1918. През 1940 е окупирана от Съветския съюз, но Румъния възвръща територията ѝ през 1941. През 1944 тя отново е окупирана от СССР и е преобразувана в Молдавска съветска социалистическа република, която през 1991 обявява своята независимост като Република Молдова.
Обединението на Източна Молдова с Румъния е подкрепено от Парижкия договор от 1920, но това не е признато от Съветския съюз. След Втората световна война части от Източна Молдова са превърнати в МССР, а южната (Буджак) и северната (Северна Буковина) са присъединени към Украйна. През 1991 МССР обявява своята независимост под името „Молдова“.

## Име
Първото име на региона е Богдания, тъй като е кръстено на Богдан I, основателят на Молдова. Имената „Молдова“ или „Молдавия“ идват от името на река Молдова, но точната етимология не е изяснена. Съществуват няколко версии:
- от латинското „mollis Davia“. Това означава „блага Дакия“ и е свързано с плодородността на земята.
- дако-румънското „Molte-dava“ („много градове“), но това не следва звуковите промени, които биха накарали „в“ да изчезне.
- старогерманското „Molde“.
- славянска етимология („-ова“ е често срещан суфикс в славянските езици).

## Население
Западна Молдова има 4 681 555 души (2002)

## Герб на Румъния
Западна Молдова е представена в герба на Румъния като юница.